# بوررنس
بوررنس (به اسپانیایی: Borrenes) یک منطقهٔ مسکونی در اسپانیا است که در استان لئون، اسپانیا واقع شده‌است. بوررنس ۳۶٫۳۸ کیلومتر مربع مساحت و ۴۰۲ نفر جمعیت دارد و ۵۵۴ متر بالاتر از سطح دریا واقع شده‌است.